# Jacob Ungerer
Jacob Ungerer (* 13. Juni 1840 in München; † 27. April 1920 ebenda; auch Jakob Ungerer) war ein deutscher Bildhauer und Kunstprofessor.

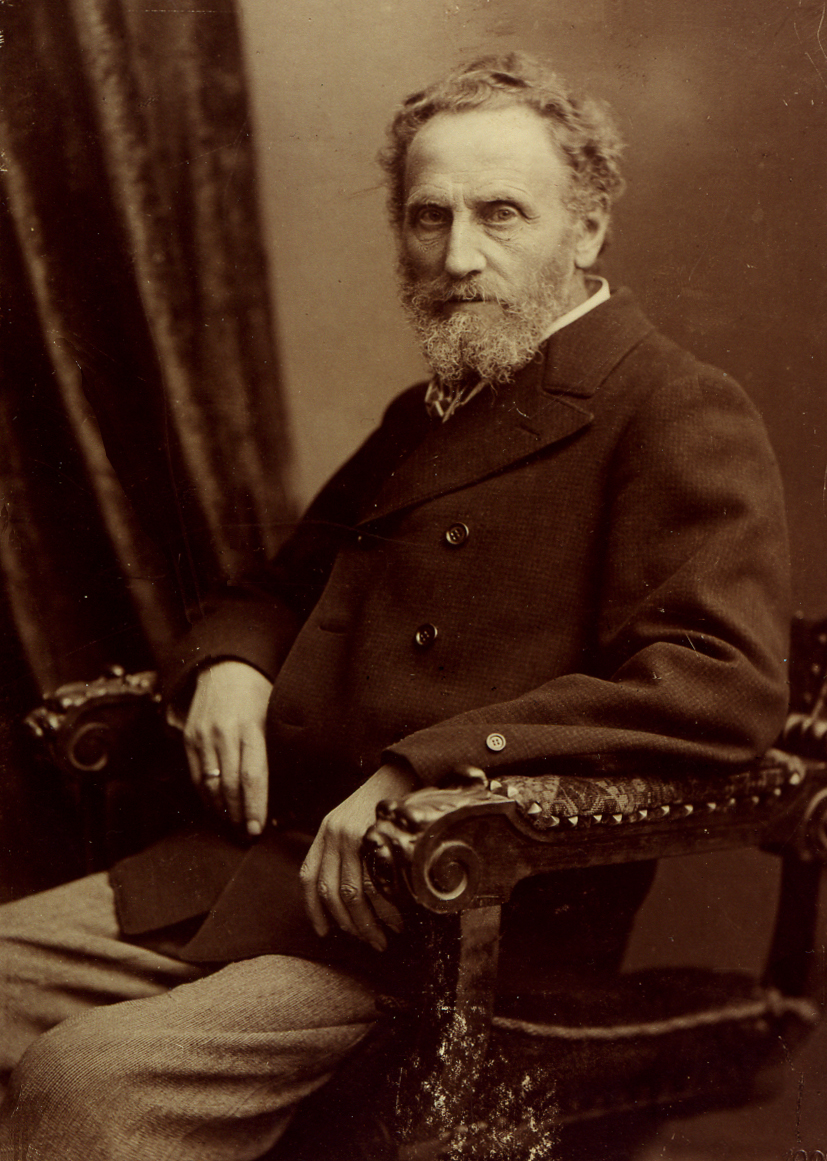
Jacob Ungerer, um 1900

## Leben
Jacob Ungerer wurde am 13. Juni 1840 in München-Untersendling geboren. Er entstammte väterlicherseits einer Familie von Münchener Cafetiers und Brauereibesitzern, die im 19. Jahrhundert zu Reichtum gekommen waren und zu Technikpionieren wurden (so Jacobs Neffe August Ungerer, der 1886 die erste Münchener Straßenbahnlinie einrichtete). Jacob Ungerers Mutter entstammte einer Glasbläserfamilie aus Zwiesel.

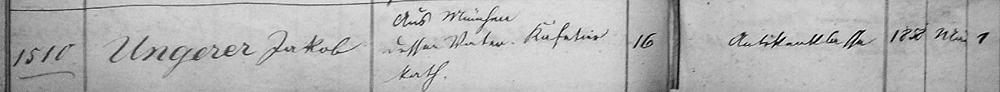
Ungerers Matrikel an der Akademie der Bildenden Künste in München, 1858

Nach der Schulzeit begann Jacob Ungerer 1858 in der Antikenklasse der Akademie der Bildenden Künste in München ein Kunststudium, das er 1864 abschloss (Matrikelnummer 1510). Sein Lehrer war der Bildhauer Prof. Max von Widnmann. Von 1864 bis 1866 unternahm er eine Studienreise nach Italien mit einem längeren Aufenthalt in Rom. Nach der Rückkehr 1866 bezog er in München ein eigenes Bildhaueratelier. 1890 wurde er zum Professor für Bildhauerei an die Akademie der Bildenden Künste München berufen. Ungerer starb am 17. April 1920 in München. Fast der gesamte Nachlass Ungerers, darunter viele Modelle, Gemälde und Zeichnungen, wurde im Zweiten Weltkrieg bei einem Bombenangriff auf Chemnitz zerstört.

## Das Werk

### Der Mende-Brunnen in Leipzig
In Leipzig schuf Ungerer 1883 den neobarocken Figurenschmuck für den monumentalen Mendebrunnen, der von der reichen Witwe Marianne Pauline Mende gestiftet wurde. Der Mendebrunnen ist eine Allegorie des Elements Wasser, dargestellt in Gestalten der griechischen Mythologie. So versinnbildlicht das äußere Bassin den Ozean: Die Delphine am Ufer stellen die Flussmündungen dar, die das Wasser ins Meer fließen lassen. Die Hippokampen – Fabelwesen halb Pferd, halb Fisch – zeigen die bedrohlichen und gewaltsamen Seiten des Wassers. Sie werden durch die Tritonen, die Söhne Poseidons, gebändigt. Die Nereiden symbolisieren die friedliche Beziehung zwischen Wasser und Mensch – als gedeihlicher Austausch, als ein Zeichen für den Nutzen, den der Mensch aus dem Meer zieht. Der Obelisk wie die Putten weisen zum Himmel hinauf, der der Erde Wasser als Regen spendet.

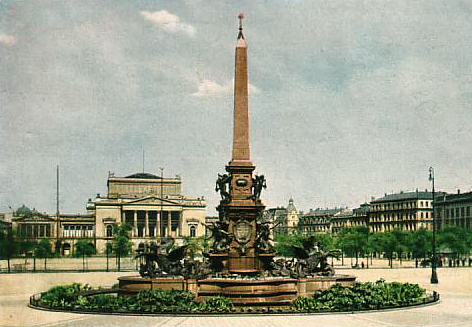
Mendebrunnen, Alte Ansicht um 1900
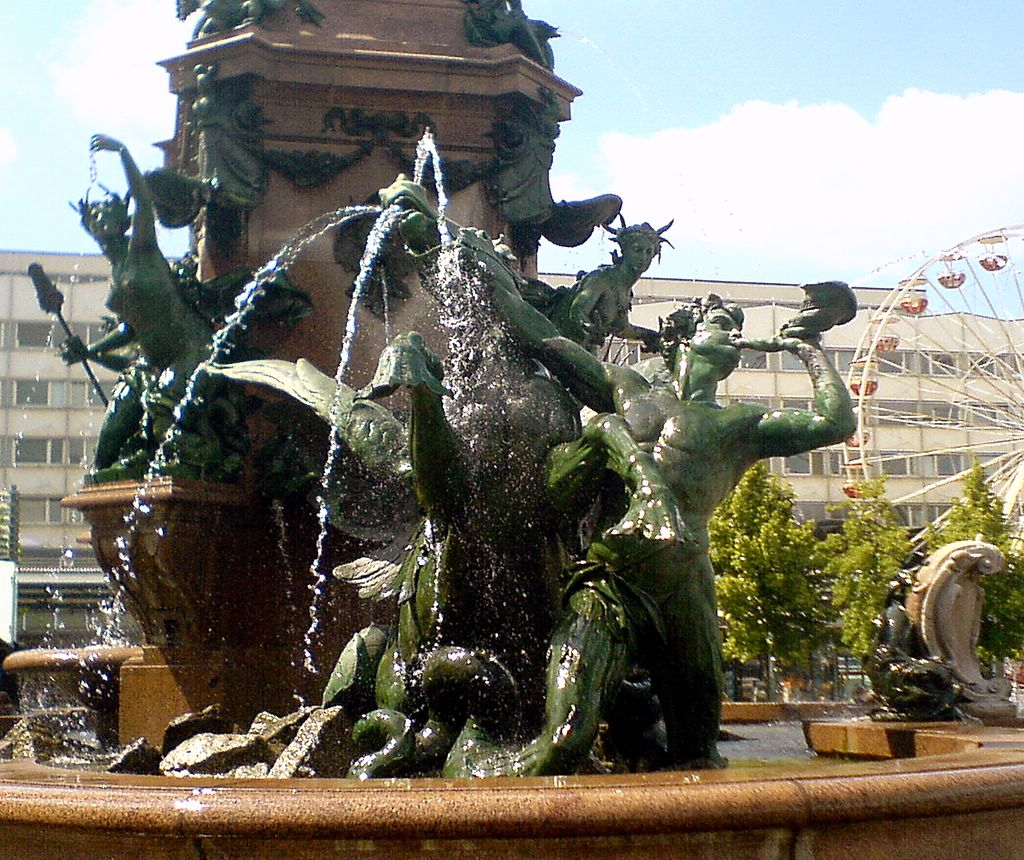
Mendebrunnen 2006
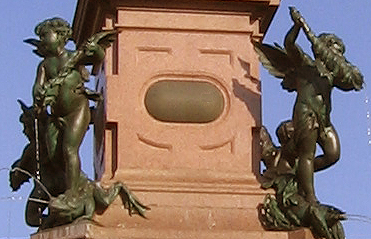
Mendebrunnen, Die Putten am Fuße des Obelisken
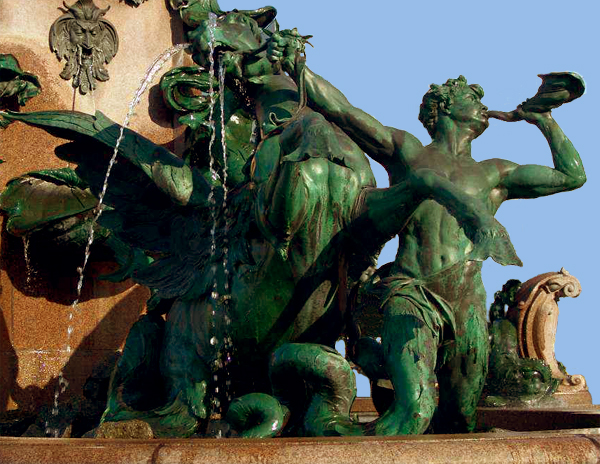
Mendebrunnen, Triton und Hippokamp
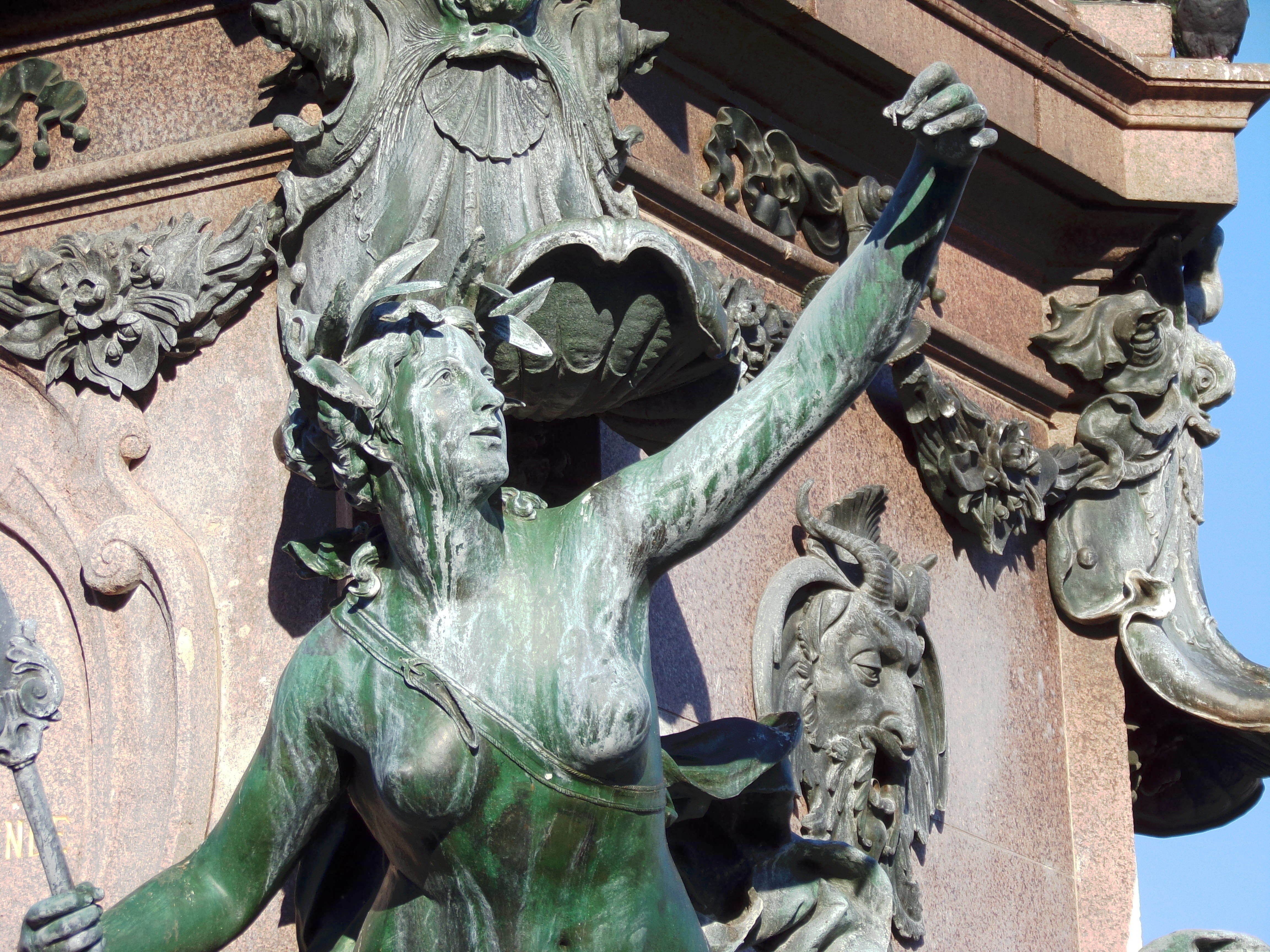
Der Mendebrunnen 2020

In die Zeit des Mendebrunnens fallen auch die anderen Bildhauerarbeiten Ungerers in Leipzig: die Skulpturen für das Museum der bildenden Künste, für die Städtische Gewerbeschule (heute: Hochschule für Technik, Wirtschaft und Kultur Leipzig), für das Königliches Konservatorium der Musik (heute: Hochschule für Musik und Theater „Felix Mendelssohn Bartholdy“ Leipzig) und für das alte Grassi-Museum.

### Die Skulpturen am Hamburger Rathaus
Der Erbauer des Hamburger Rathauses, Martin Haller, bat Ungerer 1893 in einem Brief „ein zierliches, reich gegliedertes Portal“ zu gestalten, „die s. g. Braut-Pforte – welches jungen Paaren als Eingang zum Standesamte dienen soll, wenn sie den ersten Schritt in die Ehe mit größerem Prunk umgeben wollen, als unsere dürftigen Büreaux in den in schmutzigen Etagenhäusern untergebrachten Hamburgischen Standesämtern sie bieten.“ Unter dem Ehegott Hymen mit zwei Fackeln sollten sich rechts der Pforte Adam mit einem treuen Hund und links Eva mit der Schlange, den Apfel darreichend, befinden. Das Ganze gekrönt von zwei turtelnden Tauben. Adam und Eva seien „natürlich in paradisischer Nacktheit darzustellen. Da die Geschlechtstheile dann aber nahezu in Augenhöhe des Betrachters liegen, dürfte es sich empfehlen dieselben, in der naiven Weise des Mittelalters mit einem Zweig zu überdecken.“ (Quelle: StAHH 322-1 RBK 149). Die Pläne, als Mahnung für die Brautpaare auch noch die „Köpfe von Blaubart und Xantippen mit Insignien von Messer und Pantoffel anzubringen“, mussten allerdings fallen gelassen werden: „Die Vollendung der vom Steinhauer bereits begonnenen Arbeit wurde uns strengstens untersagt und dies Verbot damit begründet, daß die Darstellung solcher Schrecknisse auf junge Brautleute eine schädliche Wirkung ausüben, sie vielleicht sogar ihrem Vorhaben abwendig machen und dadurch auf die wünschenswerthe Zunahme der Hamburgischen Bevölkerung einen nachtheiligen Einfluß ausüben könnte.“ (Quelle: Martin Haller, Vom Hamburger Rathausbau, Vortrag gehalten im Verein für Kunst und Wissenschaft zu Hamburg am 8. November 1897).
Der Figurenschmuck der Brautpforte wurde 1896 vollendet. Daneben schuf Ungerer noch die Statue Karls V. für die Kaisergalerie an der Fassade des Hamburger Rathauses. Die Pläne, im Rathaus ein Standesamt einzurichten, wurden allerdings vom Hamburger Senat abgelehnt, sodass durch die Brautpforte nie eine Braut geschritten ist.

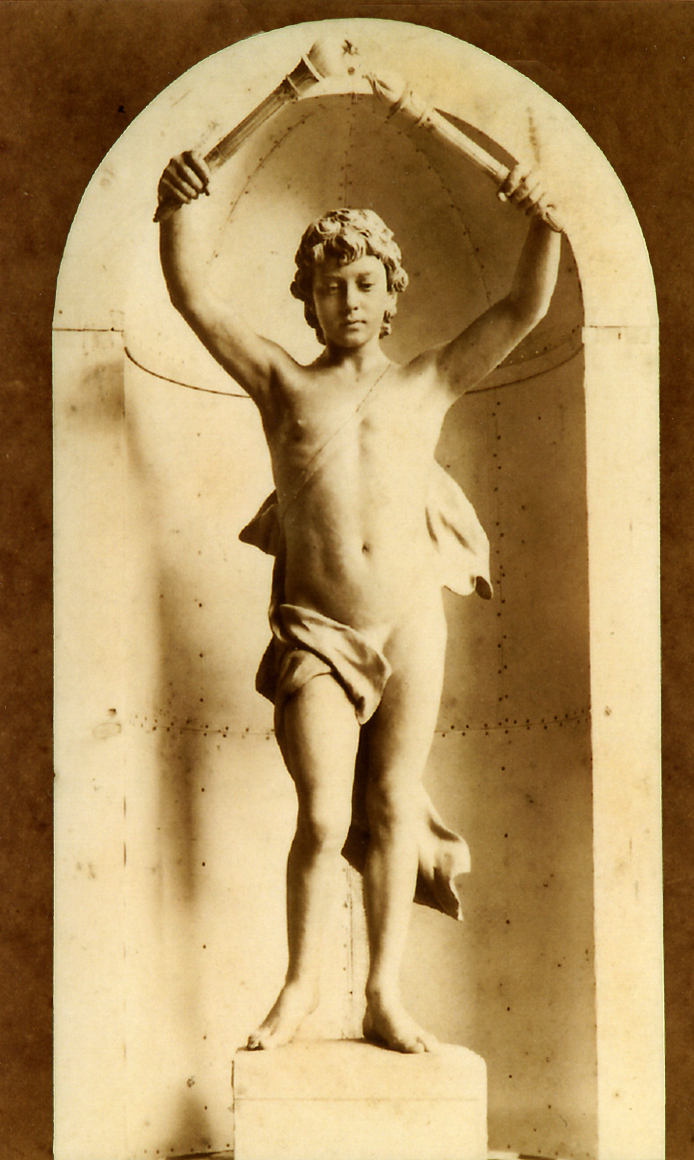
Hymen (Brautpforte, Rathaus Hamburg)
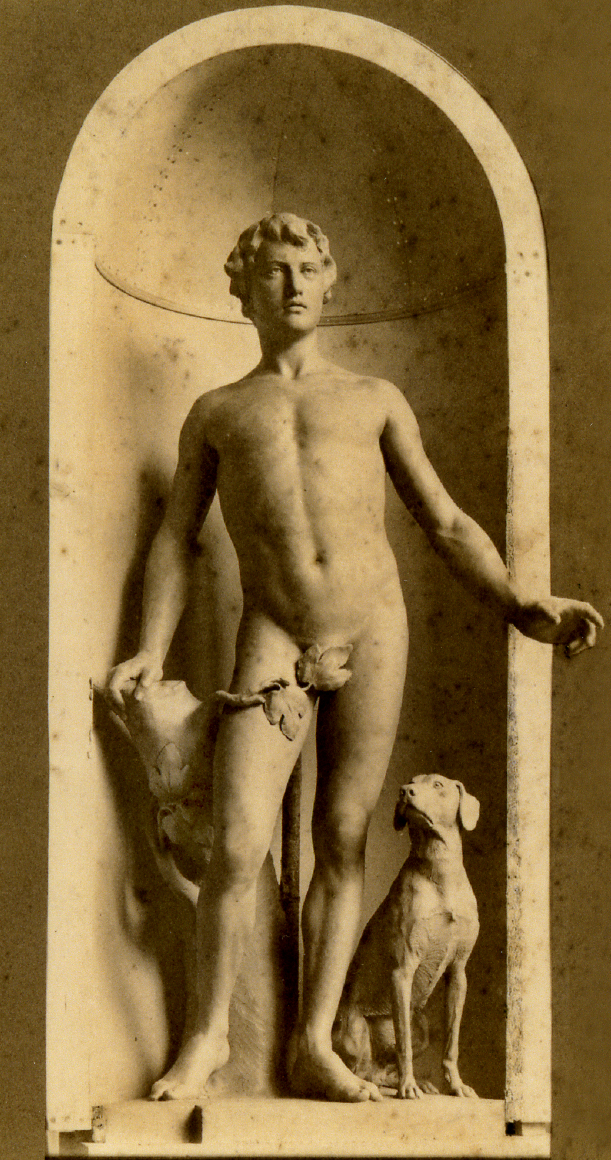
Adam (Brautpforte, Rathaus Hamburg)
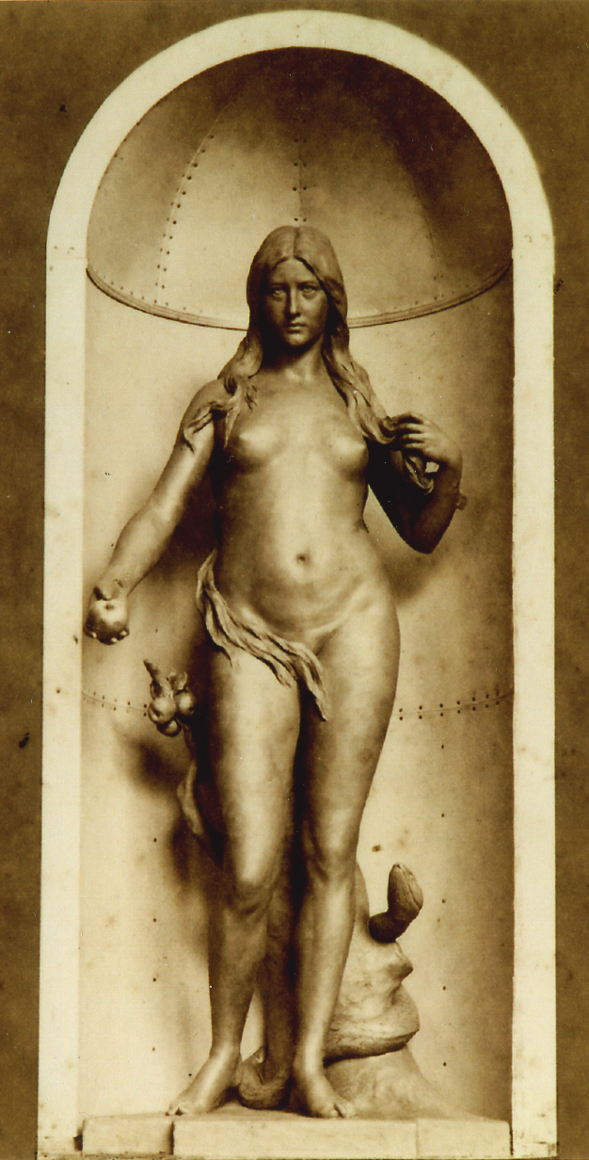
Eva (Brautpforte, Rathaus Hamburg)
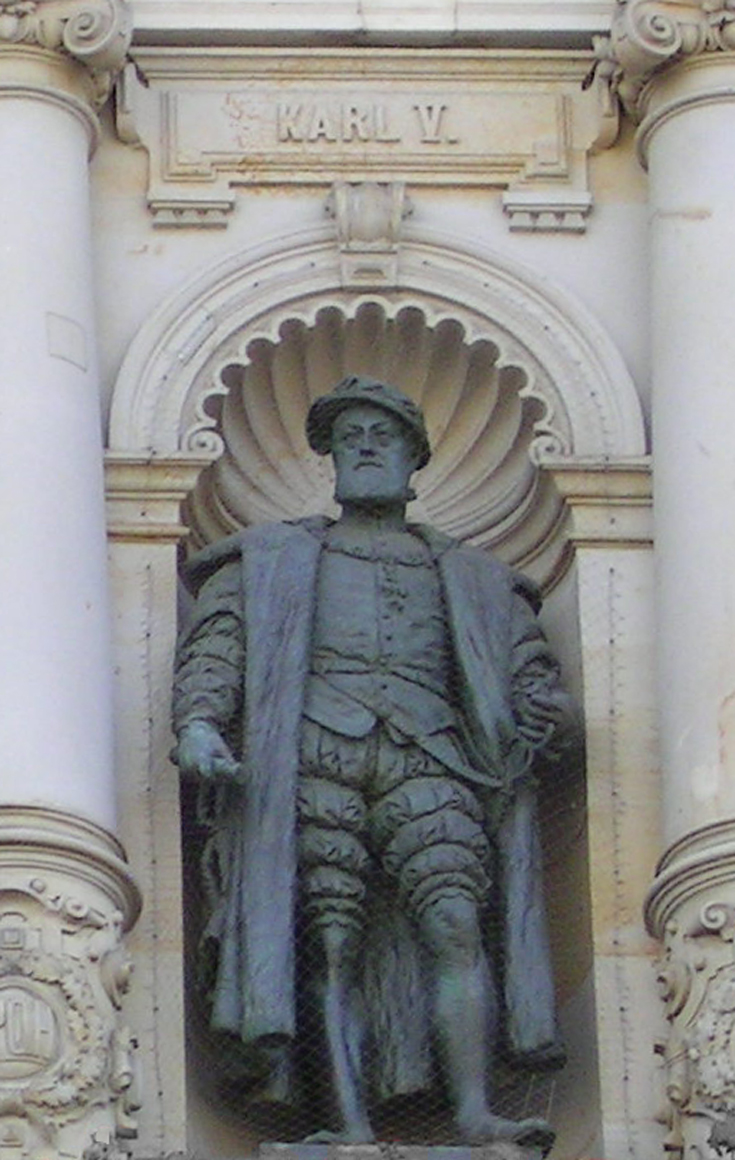
Karl V.(Kaisergalerie, Rathaus Hamburg)

### Arbeiten in München und in Schloss Linderhof
Auch für verschiedene öffentliche Gebäude in München schuf Ungerer den Figurenschmuck, so für den 1897 von Friedrich von Thiersch errichteten Justizpalast, sowie 4 Apostel für den Altar der St. Ursula-Kirche. Über die Arbeiten Ungerers für Schloss Linderhof ist nichts Genaueres bekannt.

### Arbeiten für die Porzellanmanufaktur in Meißen
Für die Porzellanmanufaktur in Meißen entwarf er 1902 mehrere Figuren, so „Das Gärtnermädchen mit Hund“, „Herr mit Hund“, „Herr mit Fernglas und Spazierstock“, „Galante Dame mit Fächer“, „Die Dame mit Katze“ und „Die Gänsemagd“.

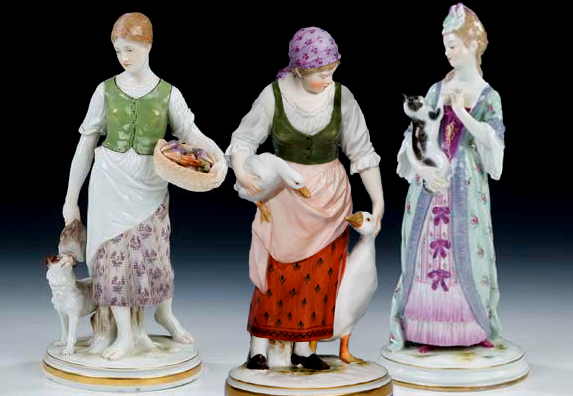
Figurinen von Jacob Ungerer: „Gärtnermädchen mit Hund“, „Die Gänsemagd“, „Die Dame mit Katze“, 1902
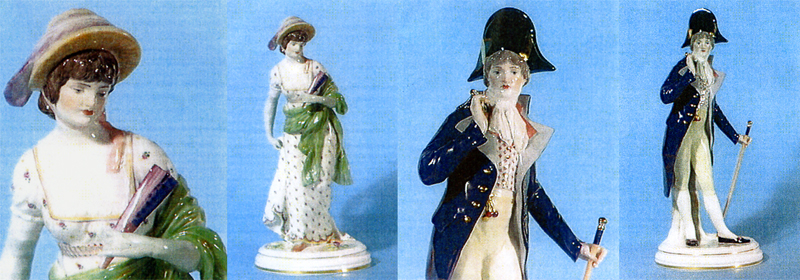
Figurinen von Jacob Ungerer: “„Dame mit Fächer“, „Herr mit Fernglas und Spazierstock, 1902

## Ehrungen

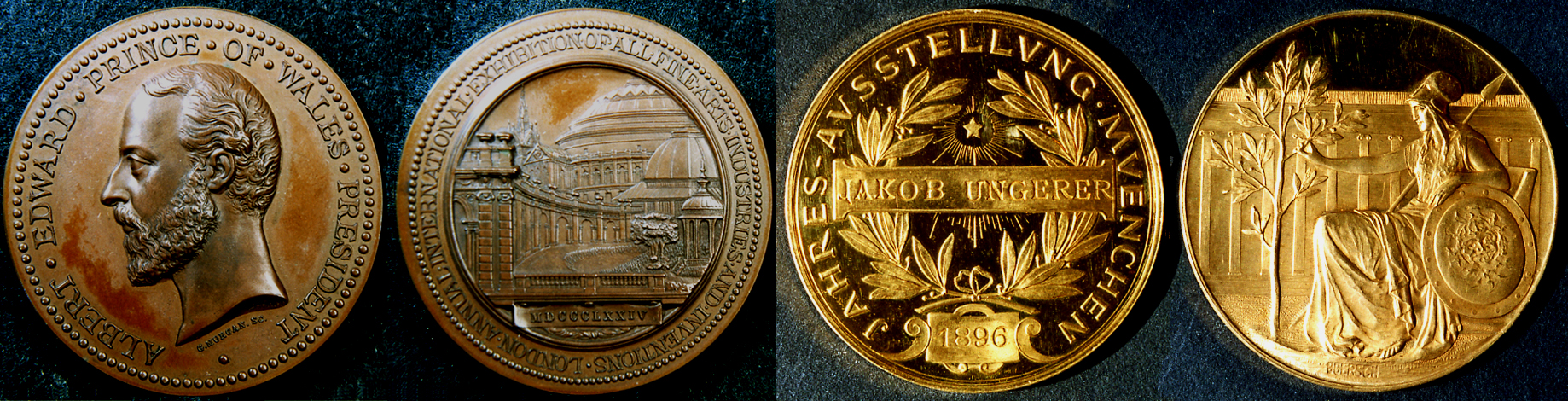
Preis-Medaillen Ungerers

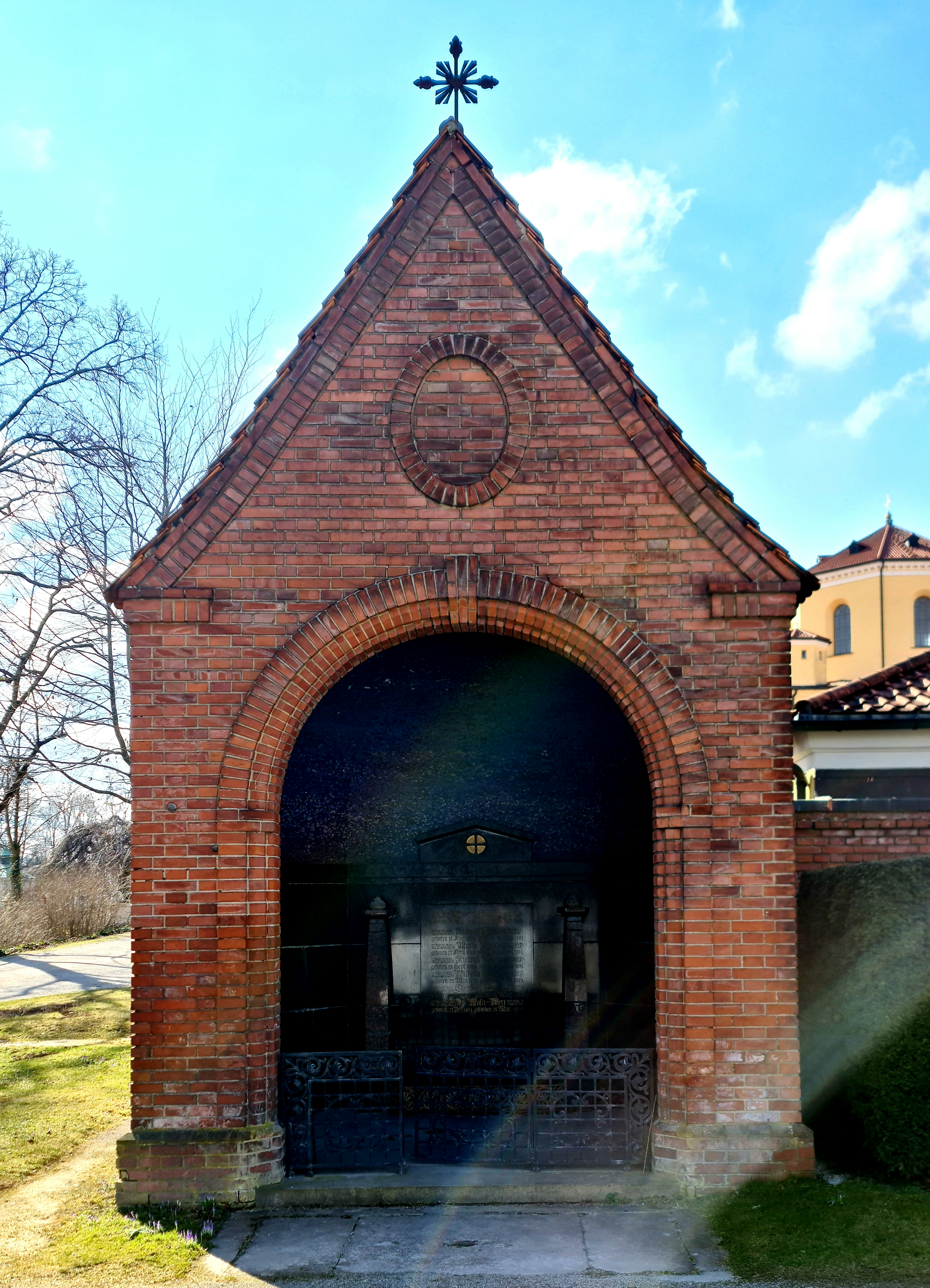
Ungerers Grabkapelle im Münchner Nordfriedhof

- 1874 beteiligte sich Ungerer an der International Exhibition of all Fine Arts, Industries and Inventions in London und erhielt aus der Hand des Präsidenten, Albert Edward, Prince of Wales, eine Preismedaille.
- 1896 erhielt Ungerer bei der Jahresausstellung Münchener Künstler eine Goldmedaille.